# Эмбе, Давид
Жак-Дави́д Эмбе́ (фр. Jacques-David Embé; 13 ноября 1973, Яунде, Камерун) — камерунский футболист, нападающий.

## Карьера

### Клубная
Свою профессиональную карьеру начинал в 1990 на Родине, после чего он на протяжении всей своей карьеры играл в различных странах, в том числе в «Белененсише» из Португалии, «Ларисе» из Греции, «Эстудиантес Текос» из Мексики. В 2000 году выступал за китайский «Шанхай Шэньхуа», далее играл за «Депортиво Мунисипаль» из Перу. 27 июля 2001 года перебрался в российский «Черноморец» из Новороссийска, завершал же карьеру в «Нью-Инглэнд Революшн» из США.

### В сборной
За национальную сборную Камеруна выступал с 1993 по 1997 год. Эмбе также принимал участие на чемпионате мира 1994 года в США и в своей группе B игре против Швеции на стадионе «Роуз Боул» в Пасадине, штат Калифорния в присутствии свыше 93 000 болельщиков, отличился забитым мячом.